# 病理生理學
病理生理學（英語：Pathophysiology），或稱病生理學、病态生理学、生理病理學（英語：Physiopathology），是一门相对比较新的医学科目，结合了病理学和生理学，专门研究疾病發生發展及其规律的科学。其前身为19世纪法国生理学家克洛德·贝尔纳首先倡导的实验病理学。于1879年在俄国的喀山大学最早出现了独立的病理生理学学科和独立的教研室。
在中国，其诞生于50年代。